# 宇野村 (鳥取県)
宇野村（うのそん）は、鳥取県東伯郡にあった村。現在の東伯郡湯梨浜町の一部にあたる。

## 地理
馬の山から日本海に突き出す岬の間にある狭小な砂浜に位置していた。

## 歴史
- 1889年（明治22年）10月1日、町村制の施行により、河村郡上橋津村、橋津村、宇野村、赤池村が合併して村制施行し、橋津村が発足[3][4]。旧村名を継承した上橋津、橋津、宇野、赤池の4大字を編成[4]。
- 1891年（明治24年）10月23日、大字宇野が分立し宇野村が発足[1][2]。大字は編成せず[2]。
- 1896年（明治29年）4月1日、郡の統合により東伯郡に所属[2]。
- 1928年（明治3年）4月、大火で54戸が焼失[2]。
- 1953年（昭和28年）4月1日、東伯郡長瀬村、浅津村、橋津村と合併し、町制施行し羽合町を新設して廃止された[1][2]。合併後、羽合町大字宇野となる[2]。

### 地名の由来
砂丘後背にある湿田がかつて「鵜ノ池」であったことから。

## 産業
- 漁業、農業[2]
- 農産物は甘藷、麦を多く産出したが、1931年（昭和6年）から梨の栽培が始まり、その後拡大した[2]。